# Прилепски конгрес на ВМОРО
Прилепският подвижен конгрес е окръжен конгрес на Битолския революционен окръг на Вътрешната македоно-одринска революционна организация, който се провежда от 2 май до 5 юни 1904 година с цел консолидирането на организацията след потушаването на Илинденско-Преображенското въстание през предходната 1903 година.

## Организация
Конгресът е организиран от прилепския ръководител Никола Каранджулов и прилепския войвода Петър Ацев. Решено е Прилепският революционен комитет да осигури домакинството, тъй като околията е най-малко пострадалата от окръга. Каранджулов поддържа връзки с околиите и в резултат на дейността му се отзовават значителен брой дейци на Организацията.

## Делегати
| Име                | Представител      |
| ------------------ | ----------------- |
| Даме Груев         | председател       |
| Христо Узунов      | Охрид, секретар   |
| Пере Тошев         | Прилеп            |
| Гьорче Петров      | Прилеп            |
| Никола Каранджулов | Прилеп            |
| Петър Ацев         | Прилеп            |
| Йордан Тренков     | Прилеп            |
| Георги Пешков      | Поречие           |
| Георги Сугарев     | Битоля            |
| Георги Попрхистов  | Битоля и Леринско |
| Добри Даскалов     | Тиквеш            |
| Петър Самарджиев   | Тиквеш            |
| Стефан Димитров    | Велес             |

## Заседания
Конгресът е в постоянно движение, чета от около 30 души делегати и четници се движи от село в село из Пекуридските села, за по-голяма сигурност и за да не се стоварва на гърба на селяните само от едно село. Заседанията започват в село Беловодица, продължават в Дрен, Смолани, Царевик, Топлица, Трояци, Плетвар, Ореовец, Кърстец и завършват в Никодинската планина на връх Козяк.

## Решения
По най-важния въпрос за уреждането на организацията се оформят две крайни становища: Пере Тошев и Гьорче Петров са за краен демократизъм, а Даме Груев е за пълен централизъм. Още в началото Груев, който заедно с двамата тиквешки войводи закъснява, влиза в личен конфликт с Георги Пешков, който го обвинява за лошите резултати на въстанието. Груев дори се кани да напусне конгреса, преди Каранджулов и Узунов да ги помирят. Тошев избработва един проект, а Даме – друг. На Груев е възложено да направи от двата проекта един, което той прави заедно с Гьорче и други децентралисти. Конгресът избира третия проект-статут да се приложи като експеримент в окръга, а двата основни проекта да се изпратят за проучване в другите окръзи. Избработва се също така и правилник за четите.
Вторият важен въпрос, който се разглежда на конгреса е становището на организацията по повод сръбската и гръцката въоръжена пропаганда. Тук Пере Тошев и Гьорче Петров се изправят един срещу друг. Гьорче Петров предлага да се убиват българските, сръбските и гръцките консули и митрополити като прeки виновници за разразилите се национални разпри в Македония. Крайното решение е да се вземат строги мерки против двете пропаганди, но не и срещу българските деятели, каквото е и мнението на Пере Тошев.
Третият важен въпрос, който се разрешава е разпределянето по райони на ръководните сили. Новоизбработеният правилник за четите предвижда и длъжност инструктор-ревизор на четите в окръга. За такива се назначават: Петър Ацев и Никола Каранджулов (Прилепско и Мориовско), Христо Узунов (Охридско, Стружко и Кичевско), Георги Сугарев (Битолско, Демирхисарско и Ресенско), Георги Попристов (Леринско и Костурско). Тане Николов е определен за окръжен войвода, а начело на околийския комитет застава Георги Трайчев. За снабдяване четите с манлихерови пушки е определена тази на Гьоре Спирков.